# John Andrew Buckham
Pour les articles homonymes, voir Buckham.
John Andrew Buckham (1er avril 1873-12 octobre 1931) est un homme politique canadien de la Colombie-Britannique. Il est député provincial libéral de la circonscription britanno-colombienne de Columbia de 1916 jusqu'à son décès en 1931.
Il est président de l'Assemblée législative de la Colombie-Britannique de 1924 à 1928.

## Biographie
Né à Kilmaurs (en) dans la région d'Ottawa en Ontario, Buckham étudie à Ottawa et à Toronto. Il s'établit ensuite en Colombie-Britannique, entre autres à Golden.
Buckham meurt en fonction à Vancouver en octobre 1931 à l'âge de 58 ans.